# Fertile (Minnesota)
Fertile ist eine Kleinstadt (mit dem Status „City“) im Polk County im US-amerikanischen Bundesstaat Minnesota. Das U.S. Census Bureau hat bei der Volkszählung 2020 eine Einwohnerzahl von 804 ermittelt.
Fertile ist Bestandteil der Metropolregion Greater Grand Forks.

## Geografie
Fertile liegt im Nordwesten Minnesotas am nördlichen Ufer des Sandhill River, einem rechten Nebenfluss des die Grenze zwischen Minnesota und North Dakota bildenden Red River of the North. Die geografischen Koordinaten von Fertile sind 47°32′10″ nördlicher Breite und 96°16′49″ westlicher Länge. Die Stadt erstreckt sich über eine Fläche von 5,52 km².
Benachbarte Orte von Fertile sind Maple Bay (16,2 km nordnordöstlich), Winger (23,4 km östlich), Gary (19,8 km südlich), Beltrami (19,6 km westlich) und Crookston (37,9 km nordwestlich).
Neben Grand Forks in North Dakota (78,4 km nordwestlich) sind die nächstgelegenen größeren Städte Fargo in North Dakota (112 km südwestlich), Winnipeg in der kanadischen Provinz Manitoba (302 km nördlich), Duluth am Oberen See (360 km ostsüdöstlich) und Minneapolis (426 km südöstlich).
Die Grenze zu Kanada befindet sich 179 km nördlich.

## Verkehr
Die Minnesota State Route 32 führt von Nord nach Süd als Hauptstraße durch Fertile. Nördlich der Stadt mündet die Minnesota State Route 102 an ihrem südlichen Endpunkt in die MN 32. Alle weiteren Straßen sind untergeordnete Landstraßen, teils unbefestigte Fahrwege sowie innerörtliche Verbindungsstraßen.
Durch Fertile verläuft der Agassiz Recreational Trail, ein kombinierter Fuß- und Fahrradweg auf einer ehemaligen Eisenbahnstrecke.
Nördlich des Stadtrandes von Fertile befindet sich mit dem Fertile Municipal Airport ein kleiner Flugplatz. Die nächsten internationalen Flughäfen sind der Grand Forks International Airport (92,6 km nordwestlich), der Hector International Airport in Fargo (115 km südwestlich), der Winnipeg James Armstrong Richardson International Airport (305 km nordnordwestlich) und der Minneapolis-Saint Paul International Airport (450 km südöstlich).

## Demografische Daten
Nach der Volkszählung im Jahr 2010 lebten in Fertile 842 Menschen in 372 Haushalten. Die Bevölkerungsdichte betrug 152,5 Einwohner pro Quadratkilometer. In den 372 Haushalten lebten statistisch je 2,13 Personen.
Ethnisch betrachtet setzte sich die Bevölkerung zusammen aus 97,1 Prozent Weißen, 0,4 Prozent Afroamerikanern, 0,5 Prozent amerikanischen Ureinwohnern, 0,4 Prozent Asiaten sowie 0,4 Prozent aus anderen ethnischen Gruppen; 1,3 Prozent stammten von zwei oder mehr Ethnien ab. Unabhängig von der ethnischen Zugehörigkeit waren 1,3 Prozent der Bevölkerung spanischer oder lateinamerikanischer Abstammung.
23,0 Prozent der Bevölkerung waren unter 18 Jahre alt, 49,8 Prozent waren zwischen 18 und 64 und 27,2 Prozent waren 65 Jahre oder älter. 53,6 Prozent der Bevölkerung war weiblich.
Das mittlere jährliche Einkommen eines Haushalts lag bei 35.000 USD. Das Pro-Kopf-Einkommen betrug 22.839 USD. 17,8 Prozent der Einwohner lebten unterhalb der Armutsgrenze.